# Мансуров, Дильшод Исматович
Дильшод Исматович Мансуров (узб. Dilshod Ismatovich Mansurov; род. 12 декабря 1983, Ташкент, Узбекистан) — узбекский борец вольного стиля, двукратный чемпион мира и чемпион Азии (2005). Победитель Всемирных юношеских игр 1998. Чемпион мира среди юниоров 2000 (до 50 кг) и 2001 (до 54 кг). Выступал за ташкентский «Ёшлик».

## Государственные награды
- Орден «Соглом авлод учун» II степени (2024)[2]
- «Узбекистон ифтихори» (2001)[3]
- Заслуженный спортсмен Республики Узбекистан (2003)[4]